# Dana Dow
Dana L. Dow é um político americano. Dow atuou como senador republicano do 20.º Distrito do Maine, onde representava a maior parte do Condado de Lincoln, incluindo sua residência em Waldoboro. Ele se formou na primeira turma da Medomak Valley High School em 1969.[carece de fontes?] Ele se formou na Universidade do Sul do Maine. Ele foi eleito pela primeira vez para o Senado Estadual do Maine em 2004. Ele serviu um mandato (2010-12) na Câmara dos Deputados do Maine.
Ele mora em Waldoboro, Maine.

Dana Dow foi reeleito para o Senado Estadual do Maine em 2016, derrotando o ex-senador Chris Johnson. Após sua reeleição em 2018, ele foi escolhido para ser o líder da minoria no Senado.